# Tuanake
Tuanake o Mata-rua-puna es un atolón del archipiélago de los Tuamotu en Polinesia Francesa en el grupo de las Islas Raevski. Depende administrativamente de la comuna de Makemo.

## Geografía
Tuanake está ubicado a 7,5 km al oeste de Hiti, la isla más cercana, y a 545 km al este de Tahití. Es un pequeño atolón semicircular de 9,5 km de longitud y 6,5 km de anchura máxima con una superficie emergida de 6 km² y una laguna de 26 km², accesible por un paso muy poco profundo ubicado al sur.
Tuanake está deshabitada de manera permanente.

## Historia
La primera referencia a este atolón fue hecha por el explorador ruso Fabian Gottlieb von Bellingshausen el 15 de julio de 1820 quien lo denomina «Isla Raevski». Durante su expedición, el navegante estadounidense Charles Wilkes lo visitó el 20 de diciembre de 1840, citando el nombre de «Tunaki» y renombrandolo Reid Island.
En el siglo XIX, Tuanake se convierte en un territorio francés poblado entonces por algunos habitantes autóctonos que obedecen al jefe de Katiu al igual que los habitantes de los atolones Tepoto Sur y Hiti.

## Fauna y flora
Destaca la presencia de individuos de las especies de aves carricero de Tuamotu (Acrocephalus atyphus) y de paloma perdiz de Tuamotu (Alopecoenas erythropterus), especie extremadamente amenazada con sólo 100-120 individuos censados en atolones vecinos. Asimismo cuenta con una población del ave endémica playera de Tuamotu o titi (Prosobonia parvirostris).